# 李雅林
李雅林（1964年5月—），男，汉族，山东安丘人，中华人民共和国政治人物。1988年7月参加工作，1986年11月加入中国共产党，山东师范大学教育系学校教育专业本科毕业，华南师范大学心理学系发展心理学专业博士研究生学历，教育学博士。曾任中共潮州市委书记，现任广东省人大华侨民族宗教委员会主任委员。

## 履历
1994年7月在华南师范大学担任心理学系讲师、副教授。
1997年5月任广东省人事厅调配录用处助理调研员，省人才评价中心副主任。2001年11月任广东省人才评价中心主任（在2004年10月-2005年11月期间作为中共中央组织部、共青团中央选派的“博士服务团”成员，挂任广西壮族自治区贺州市副市长）。2008年5月，任广东省人事考试局局长。2010年5月，任广东省人力资源社会保障厅党组成员、副巡视员，广东省第六批援藏干部领队、中共西藏林芝地区委员会常务副书记。
2013年9月，任中共佛山市委常委、组织部长、市委党校校长。2016年11月，任佛山市委副书记、政法委书记，市社工委主任。
2017年7月，任中共广东省委副秘书长、广东省信访局局长。2018年11月，任广东省人民政府副秘书长、广东省信访局局长。
2019年5月7日，取代刘小涛就任中共潮州市委书记。2020年5月，兼任潮州市人大常委會主任。2021年8月，不再担任中共潮州市委书记职务。
2021年9月，任广东省第十三届人民代表大会华侨民族宗教委员会副主任委员。 2023年1月，任广东省第十四届人民代表大会华侨民族宗教委员会主任委员。